# Callie Cooke
Callie Cooke (Leicestershire, 23 ottobre 1993) è un'attrice britannica.
È nota per aver ricevuto una candidatura agli Evening Standard Theatre Awards nel 2015 e per il suo ruolo da coprotagonista nella commedia della BBC Two Henpocalypse! (2023).

## Carriera
Cooke ha fatto il suo debutto teatrale all'Hampstead Theatre e ai Trafalgar Studios nel 2015. Per la sua interpretazione, è stata nominata per l'Emerging Talent Award agli Evening Standard Theatre Awards.
Cooke ha fatto il suo debutto televisivo in un episodio del 2016 della soap opera della BBC Doctors.
Cooke è apparsa nelle serie della BBC Overshadowed e One Informer, è successivamente nella serie della Sky Britannia. Cooke ha fatto il suo debutto cinematografico nel 2020 nella commedia del Blithe Spirit. Nello stesso anno, ha recitato nella serie Netflix The Stranger e su Channel 4 in Adult Material.

## Filmografia parziale

### Cinema
- F1 - Il film (F1: The Movie), regia di Joseph Kosinski (2025)

### Televisione
- Henpocalypse! – miniserie TV (2023)

## Doppiatrici italiane
Nelle versioni in italiano delle opere in cui ha recitato, Callie Cook è stata doppiata da:
- Martina Felli in F1 - Il film